# Isomyia nigripes
Isomyia nigripes är en tvåvingeart som först beskrevs av Villeneuve 1917.  Isomyia nigripes ingår i släktet Isomyia och familjen Rhiniidae. Inga underarter finns listade i Catalogue of Life.